# Villa Imperiale
La Villa Imperiale est une ancienne demeure seigneuriale extra-urbaine, située sur les collines du Monte San Bartolo près de la ville de Pesaro, dans la région des Marches italiennes.
Édifice de la Renaissance, il a été construit en deux phases de construction différentes entre les XVe et XVIe siècles sur un projet de Gerolamo Genga.

## Histoire et architecture

### Naissance et développement du complexe

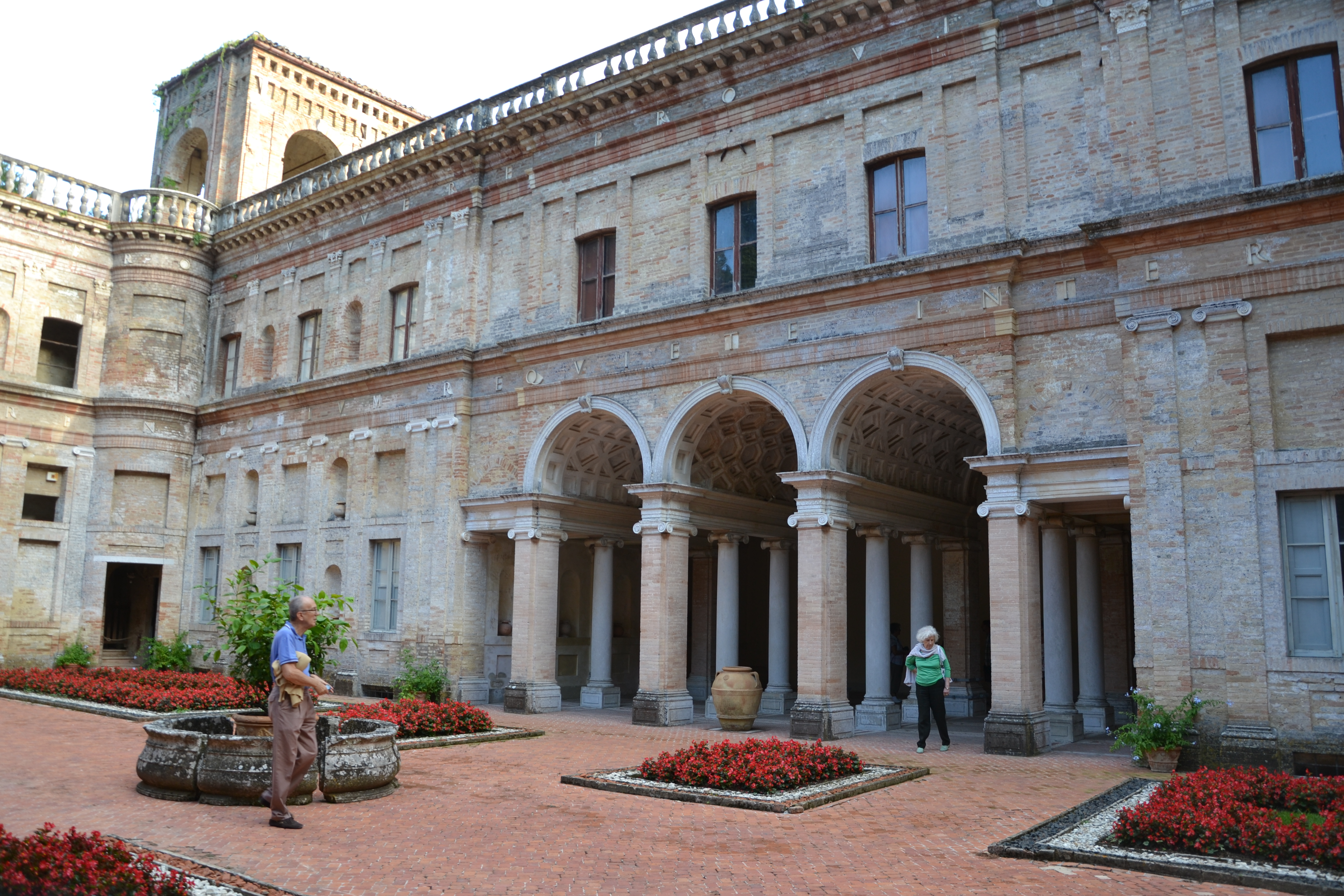
La cour d'honneur.

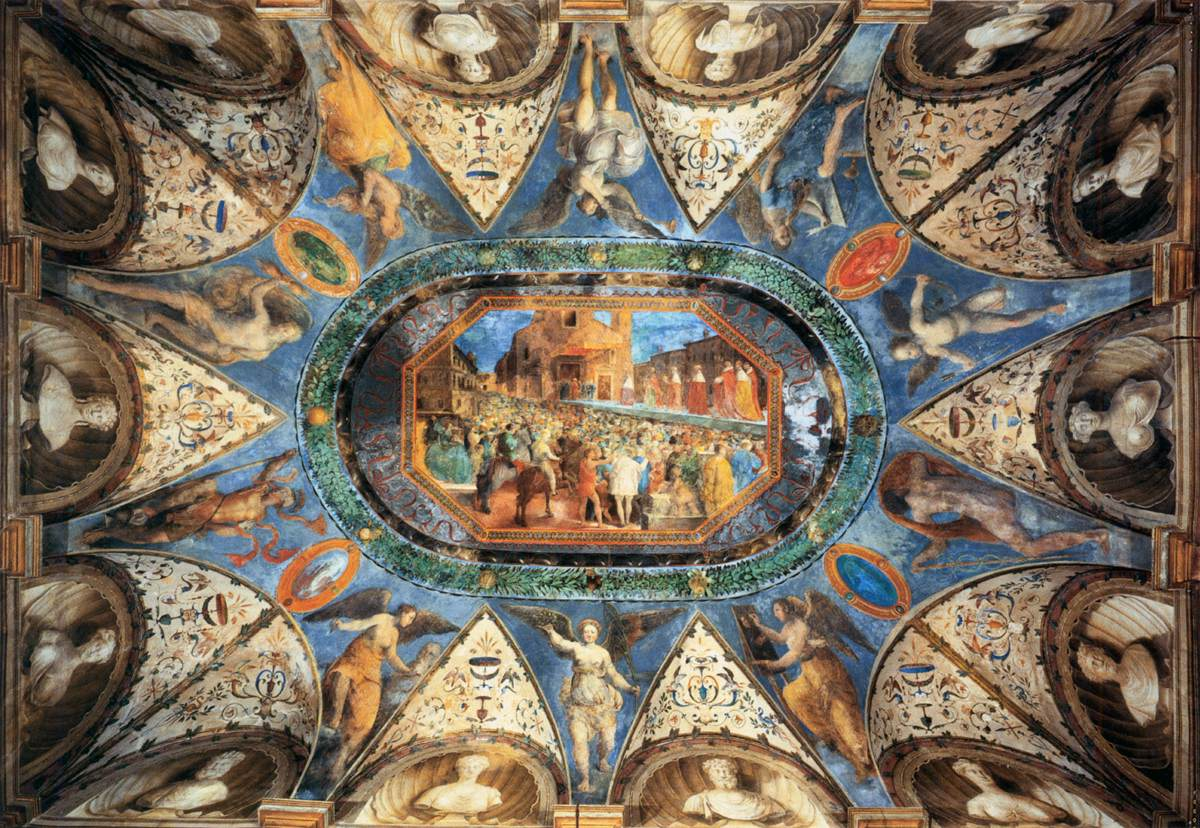
Plafond de la chambre des Demi-bustes, Girolamo Genga.

Le nom vient du fait que l'empereur Frédéric III de Habsbourg, passant par Pesaro en 1469 pour son couronnement à Rome, posa la première pierre.
La première construction a été lancée à la demande d'Alessandro Sforza.
Bien qu'il ait les caractéristiques d'un lieu de villégiature, il a conservé les caractéristiques formelles propres à l'architecture défensive, telles que les couronnes crénelées (éliminées plus tard) et les tourelles, comme c'était la coutume à l'époque.
Dans la deuxième décennie du XVIe siècle, le duc Francesco Maria I della Rovere et son épouse Eleonora Gonzaga, qui avaient reconquis le duché d'Urbino après un long exil à Cesena et Mantoue, ont chargé l'architecte Gerolamo Genga de rénover et d'agrandir le bâtiment existant ayant décidé de tenir tribunal à Pesaro.
L'extension a été configurée comme un épisode architectural indépendant par rapport à la préexistence, avec l'ajout d'un corps quadrangulaire, avec des loggias sur les quatre côtés ainsi que des murs de briques en façade.
Genga a coordonné un vaste programme de décoration de la partie existante, avec la création de peintures murales qui ont impliqué, en différentes phases, de nombreux artistes: Dosso et Battista Dossi, Raffaellino del Colle, Francesco Menzocchi et Agnolo Bronzino.
Derrière le noyau d'origine du bâtiment, un système articulé de jardins en terrasses avec des jeux d'eau a été organisé.

### Déclin et restaurations
En 1631, le duché d'Urbino est revenu à l'État papal  . Les propriétés des Della Rovere sont passées aux Médicis, ce qui fut également le cas pour la Villa Imperiale. Le bâtiment a longtemps été négligé. De 1763 à la fin du siècle, des jésuites espagnols et portugais ont été accueillis ici, contraints à l'exil par la suppression de l'ordre dans leurs pays. Les adaptations nécessaires à la vie religieuse ont altéré une grande partie de la villa: de nombreux décors ont disparu, les chambres et loggias sont devenues cellules et oratoires, les toits-terrasses ont été murés, un nouvel étage a été construit sur les terrasses.
En 1777 le prince Orazio Albani obtint la villa en emphytéose perpétuelle de Pie VI, alors que les jésuites étaient encore présents. Dans la seconde moitié du XIXe siècle, la famille Castelbarco Albani réalisa les premières restaurations, dont de grandes repeintes des chambres par l'artiste Giuseppe Gennari, par-dessus les peintures préexistantes. Seule une nouvelle restauration réalisée dans les années 1960 et promue par Guglielmo Castelbarco Albani et Archinta Archinto, a permis de mettre en lumière les grandes parties du XVIe siècle d'origine, encore visibles aujourd'hui.
Dans les premières années du XXe siècle, par Carlo Castelbarco Albani, des travaux de restauration avaient été entamés pour mettre en lumière les structures d'origine du complexe.
Les superstructures créées par les jésuites ont été éliminées et les parties en ruines ont été restaurées, comme le rappelle l'inscription placée sur l'avant ouest de la façade de l’époque des Della Rovere.
Pendant la Seconde Guerre mondiale, le bâtiment a été partiellement endommagé, mais seulement dans les zones sans décorations. En 1945, à la demande des comtes Archinta et Guglielmo Castelbarco Albani, les nouvelles restaurations commencent, qui se terminent complètement dans les années 1970. Avec la collaboration du Cabinet des Restaurations de Florence et de la Surintendance, les restaurations des murs peints ont été réalisées, ramenant les œuvres à leur aspect d'origine.
En 1974, après l'achèvement des restaurations, les premières ouvertures aux visites du public débutent.
La Villa Impériale peut actuellement être visitée de fin mai à fin septembre, les mercredis et samedis, uniquement sur réservation auprès des guides touristiques de la coopérative Isairon, spécialisée dans la province de Pesaro et Urbino. Les ouvertures extraordinaires et les événements thématiques sont publiés sur le site de la villa www.villaimperialepesaro.com ou sur les canaux sociaux Facebook ou Instagram.

### Le projet Albani Archive
Le 5 avril 2019, une présentation à la Fondation Cassa di Risparmio di Pesaro a décrit un nouveau travail de catalogage et de numérisation de la collection unique de documents appartenant au pape Clément XI qui fera partie des Archives Albani. Ceux-ci avaient été conservés dans huit grandes caisses en zinc au Palazzo Albani à Urbino jusqu'à ce qu'il soit vendu en 1915; les malles ont ensuite été transférées à la Villa Imperiale. Les documents privés du Pape et une collection de 23 livres de musique pour luth et autres instruments, tels que le clavecin et la viole de gambe, sont particulièrement intéressants. La musique est majoritairement de compositeurs du cercle romain, entre 1576 et 1653. D'autres titres uniques comprennent des livres sur divers domaines de la connaissance, de la fin de la Renaissance aux années 1700.

## Galerie d'images

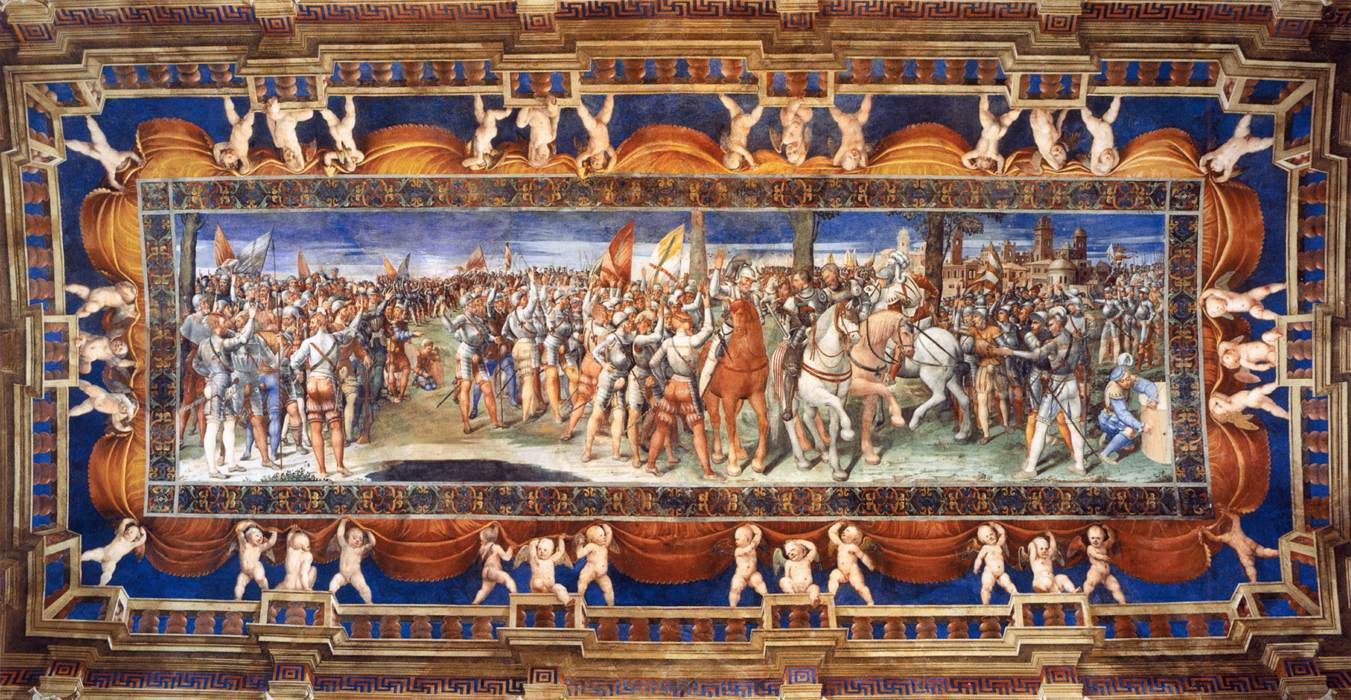
Plafond avec le serment de Sermide, G. Genga.
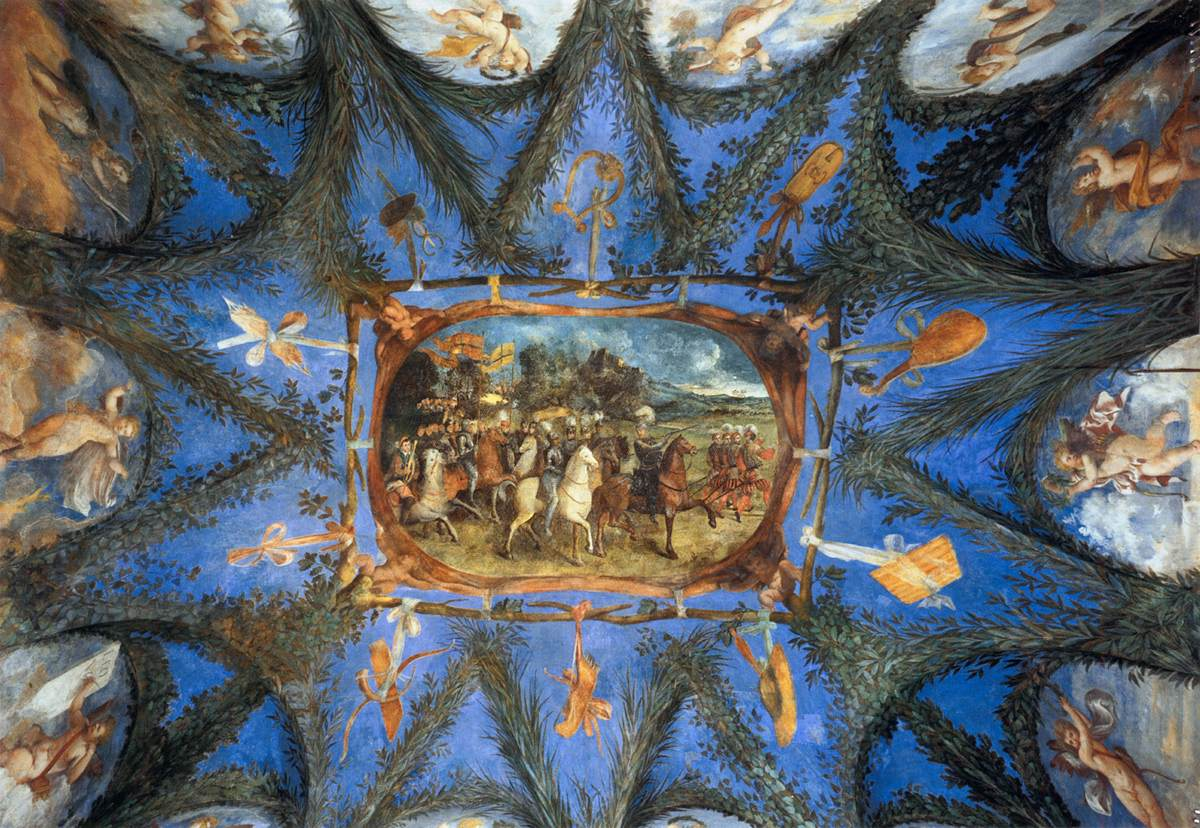
Plafond avec FMDella Rovere à la tête de ses troupes, D. Dossi.
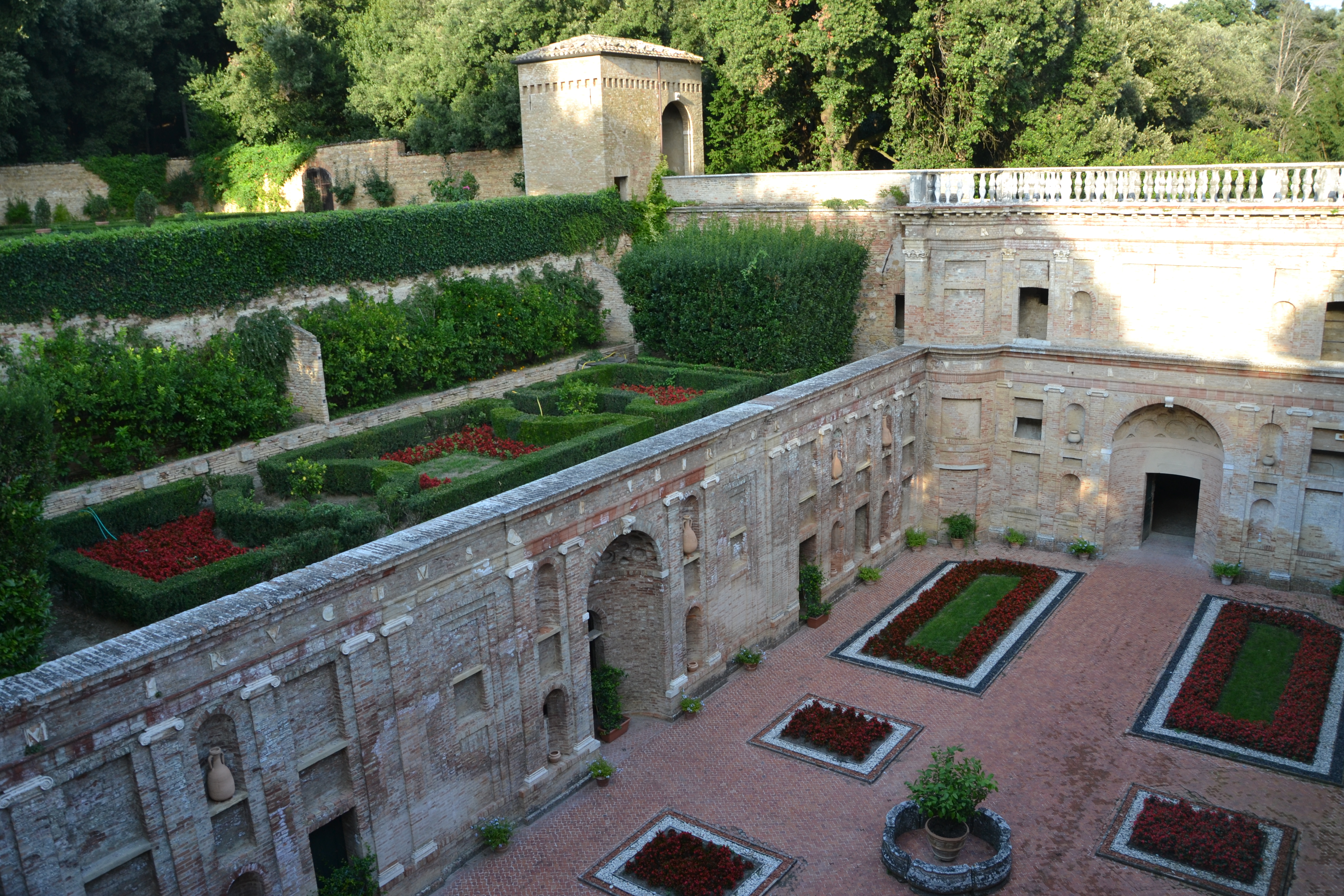
Vue sur les jardins.